# Avni Yildirim
Avni Yildirim (født 5. august 1991 i Sivas i Tyrkiet) er en tyrkisk professionel bokser.
Hans træner og promoter er tyrkiske Ahmet Öner.

## Amatørkarriere
Avni Yıldırım boksede for Beşiktaş JK vundet 112 af sine 132 amatørkampe og er fem-gange tyrkisk mester, vinder af Ahmet Cömert-turneringen 2013, bronzemedalje i Middelhavet-legende 2013 og deltager i VM 2013. Hans modstandere har blandt andre været Wang Xuanxuan, Victor Cotiujanji, Pavel Siljagin, Warren Baister, Babacar Kamara, Abdelhafid Benchabla, Enrico Kölling og Nikita Ivanov.

## Profikarriere
Yildirim er i øjeblikket WBC International super-mellemvægtmester. Han tabte sin seneste kamp World Boxing Super Series- super-mellemvægts-tuerning, mod Chris Eubank Jr., den 7. oktober 2017.